# Shiba Takatsune
Shiba Takatsune est un nom japonais traditionnel ; le nom de famille (ou le nom d'école), Shiba, précède donc le prénom (ou le nom d'artiste).
Shiba Takatsune (斯波 高経, 1305-9 août 1367) est shugo de la province d'Echizen au cours des guerres Nanboku-chō du XIVe siècle au Japon. Il bloque la progression vers le nord de Nitta Yoshisada qui soutient la cour du Sud de l'empereur contre la cour du Nord du shogun. Shiba, dans son rôle de shugo (gouverneur militaire) est au service du shogun et donc de la cour du Nord.

## Biographie
En 1336, un allié de Nitta appelé Uryū Tamotsu attaque le château de Shiba qui tombe peu après. Deux ans plus tard, Shiba reçoit l'ordre du shogun Ashikaga Takauji d’attaquer la forteresse de Uryū à Somayama. L'attaque échoue et Shiba est obligé de combattre de nouveau les forces de Nitta lors du siège de Kuromaru (la Forteresse noire). Avec l'aide des forces envoyées par Takauji et les moines guerriers du Heisen-ji, la forteresse est conservée et Nitta Yoshisada mortellement blessé dans la bataille. Malgré cette grande victoire, Shiba est battu une fois de plus en 1340, lorsque l'empereur nouvellement couronné Go-Murakami envoie une armée pour attaquer le Kuromaru. Shiba est forcé de se rendre.
La même année, un certain nombre d'hommes qui prétendent servir Shiba envahissent une zone appelée Kawaguchi-shō et contrôlée par le Kōfuku-ji. En 1363, Shiba s'empare officiellement de la  zone, devient daimyō (seigneur féodal) et conquiert un pouvoir indépendant au-delà de ce qui lui a été accordé par le shogunat. Les moines du Kōfuku-ji recourent à diverses formes de chantage et se voient restituer leurs terres. Cependant, le pouvoir de Shiba continue de croître et il institue le système des shugo-uke, contrats par lesquels le shugo prend un montant de riz aux paysans pour payer leurs impôts au shogun en gardant le reste comme sorte de commission. Parmi les quelques shugo qui sont devenus daimyos à part entière, la plupart sinon la totalité abusent de ce système et accumulent de grands revenus.
Comme les shugo gagnent en richesse et en pouvoir, leur dépendance à l'égard du shogunat, et donc leur fidélité à son endroit, s'affaiblit. Shiba devient un puissant daimyō à part entière, et, devenu indépendant de la fonction à lui attribuée par le shogunat, rend héréditaire le contrôle de la province d'Echizen.
Shiba Yoshimasa est le fils de Takatsune.

## Source de la traduction
- (en) Cet article est partiellement ou en totalité issu de l’article de Wikipédia en anglais intitulé « Shiba Takatsune » (voir la liste des auteurs).